# Mesquite (Nevada)
Pour les articles homonymes, voir Mesquite.
La ville de Mesquite est située dans les comtés de Clark et Lincoln, dans l’État du Nevada, aux États-Unis. Sa population s’élevait à 15 276 habitants lors du recensement de 2010, estimée à 18 541 habitants en 2017.

## Localisation
Mesquite est située dans l'extrême nord-est du comté de Clark, à environ 120 km de Las Vegas et à la frontière avec l'Arizona. La ville est longée par la rivière Virgin et traversée par l'Interstate 15, et est proche de la Paiute Wilderness.

## Histoire
La ville a été établie par des mormons en 1880 sous le nom de Mesquite Flat. Ce n'est qu'à la troisième tentative d'installation qu'une communauté s'est établie après que les précédentes eut échoué à cause des inondations de la rivière Virgin. C'est seulement en mai 1984 que le nom de la ville est raccourci en Mesquite.
La ville vit essentiellement de l'agriculture puis à partir des années 1970, l'économie se diversifie après l'ouverture du casino Peppermill Mesquite. D'autres casinos ouvrent au milieu des années 1990, facilitant le développement économique de la ville et l'augmentation sensible de la population.

## Démographie
| Groupe            | Mesquite | Nevada | États-Unis |
| ----------------- | -------- | ------ | ---------- |
| Blancs            | 83,5     | 66,2   | 72,4       |
| Autres            | 10,6     | 12,0   | 6,2        |
| Métis             | 2,0      | 4,7    | 2,9        |
| Asiatiques        | 1,8      | 7,2    | 4,8        |
| Afro-Américains   | 1,0      | 8,1    | 12,6       |
| Amérindiens       | 0,9      | 1,2    | 0,9        |
| Océaniens         | 0,2      | 0,6    | 0,2        |
| Total             | 100      | 100    | 100        |
|                   |          |        |            |
| Latino-Américains | 24,0     | 26,5   | 16,7       |

En 2010, la population latino est majoritairement de Mexicano-Américains, qui représentent 21,3 % de la population de la ville.
Selon l'American Community Survey, pour la période 2011-2015, 79,21 % de la population âgée de plus de 5 ans déclare parler l'anglais à la maison, 18,64 % l'espagnol, 0,62 % le tagalog et 1,54 % une autre langue.